# Bythinella rufescens
Bythinella rufescens е вид охлюв от семейство Hydrobiidae. Видът не е застрашен от изчезване.

## Разпространение и местообитание
Разпространен е в Испания и Франция.
Обитава сладководни басейни, реки и потоци.